# Pau (Alt Empordà)
Pau és un municipi de la comarca de l'Alt Empordà.
S'estén al costat de la conca del riu Muga, pels vessants meridionals de la serra de Rodes. La part més accidentada s'inclou dins del Parc Natural del Cap de Creus. La part més plana pertany al Parc Natural dels Aiguamolls de l'Empordà.
Els cultius són d'oliveres i de vinya. És dins de la zona vitivinícola de l'Empordà.
Els monuments megalítics que es conserven en la zona dolmètica de la serra de Rodes demostren que la seva història es remunta a molts milers d'anys enrere. El terme va pertànyer al monestir de Sant Pere de Rodes, durant l'edat mitjana.
L'any 1846 aquest municipi va incorporar el terme de Vilaüt, fruit de la política d'eliminació de municipis poc poblats.

## Geografia
- Llista de topònims de Pau (Empordà) (Orografia: muntanyes, serres, collades, indrets..; hidrografia: rius, fonts...; edificis: cases, masies, esglésies, etc).

## Llocs d'interès
- Església de Sant Martí. Romànic dels segles xi-xiii. En destaca la façana, amb una portada formada per cinc arquivoltes de mig punt. Les columnes sobre els quals descansen tenen capitells de tipus vegetal i zoomòrfic.
- Cal Marquès. Segle XVII-xviii. Emplaçat sobre l'antic castell de Pau.
- Estany de Vilaüt. Lloc de niuada i de passada d'aus.
- Dolmen de la Burnaua
- Dolmen del coll del bosc de la Margalla
- Dolmen de la Creu Blanca
- Col·lecció d'Eines Salvador Comas.[2]

## Demografia
| Entitat de població | Habitants (2023) |
| Pau                 | 424              |
| els Olivars         | 128              |
| Vilaüt              | 3                |
| Font: Idescat       |                  |

| 1497 | 1553 | 1787 | 1887 | 1900 | 1920 | 1950 | 1970 | 2010 | 2024 |
| 12   | 20   | 149  | 591  | 554  | 547  | 458  | 426  | 563  | 584  |

## Imatges de l'església

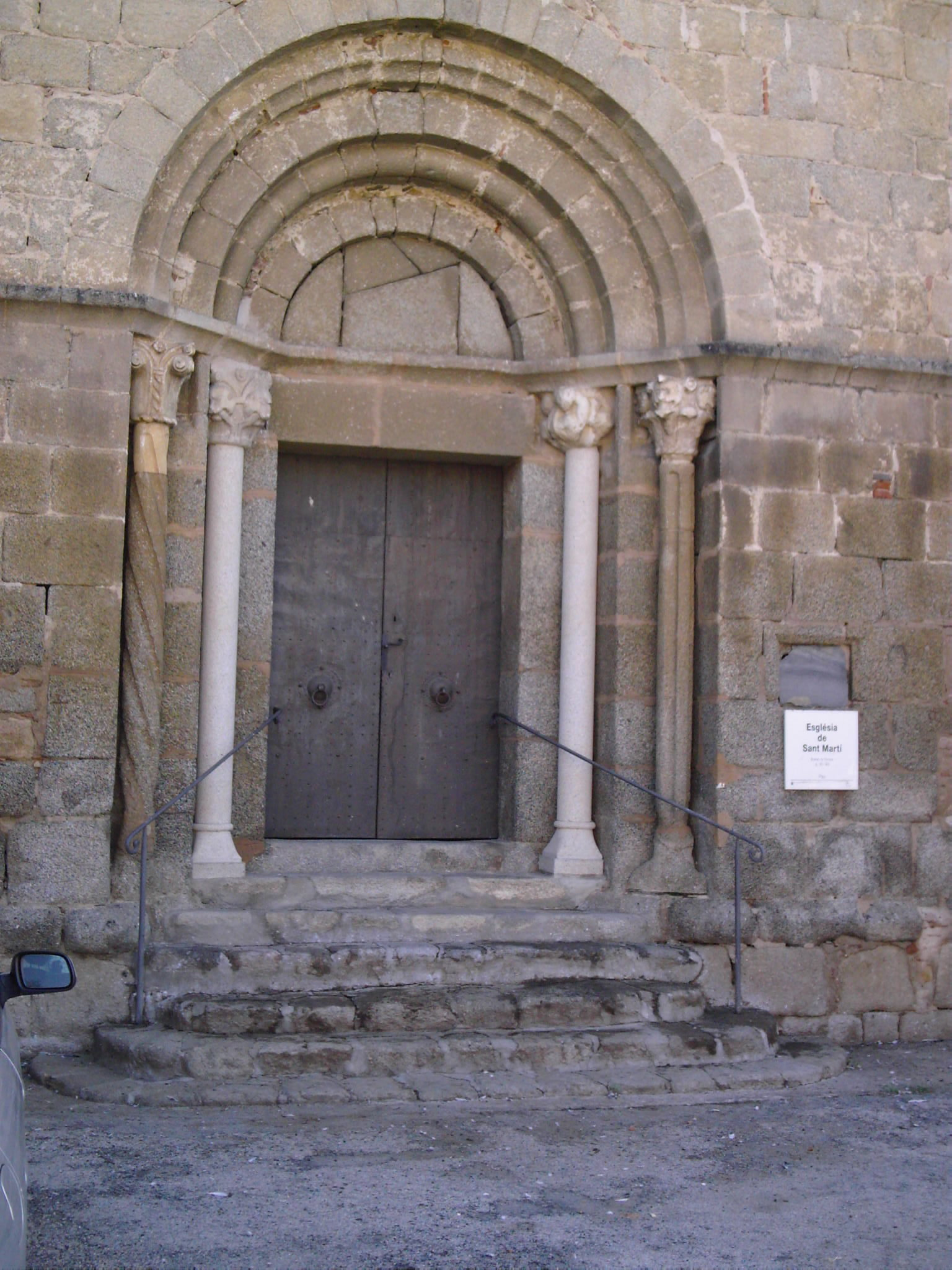
portada
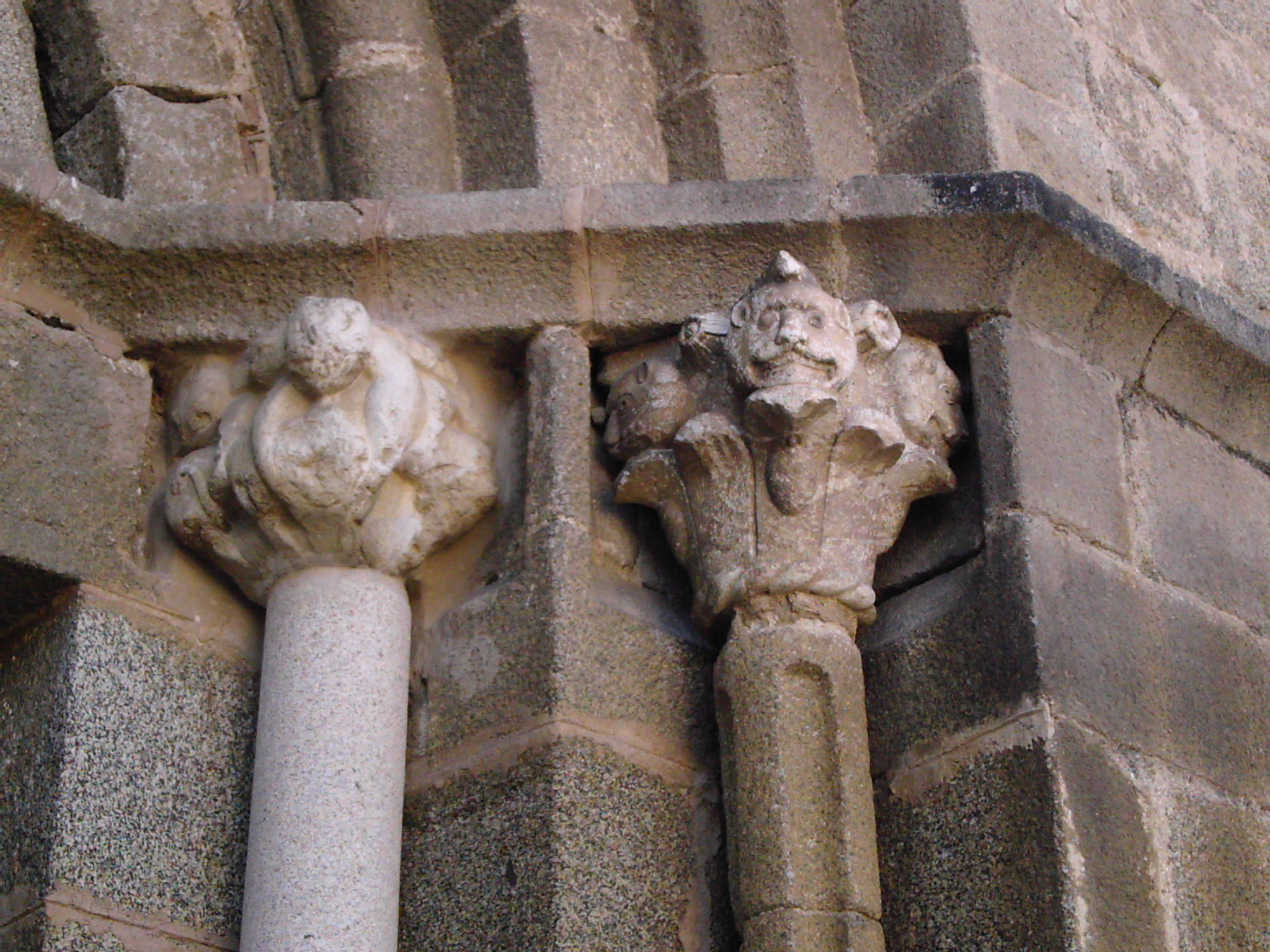
capitell de la portada
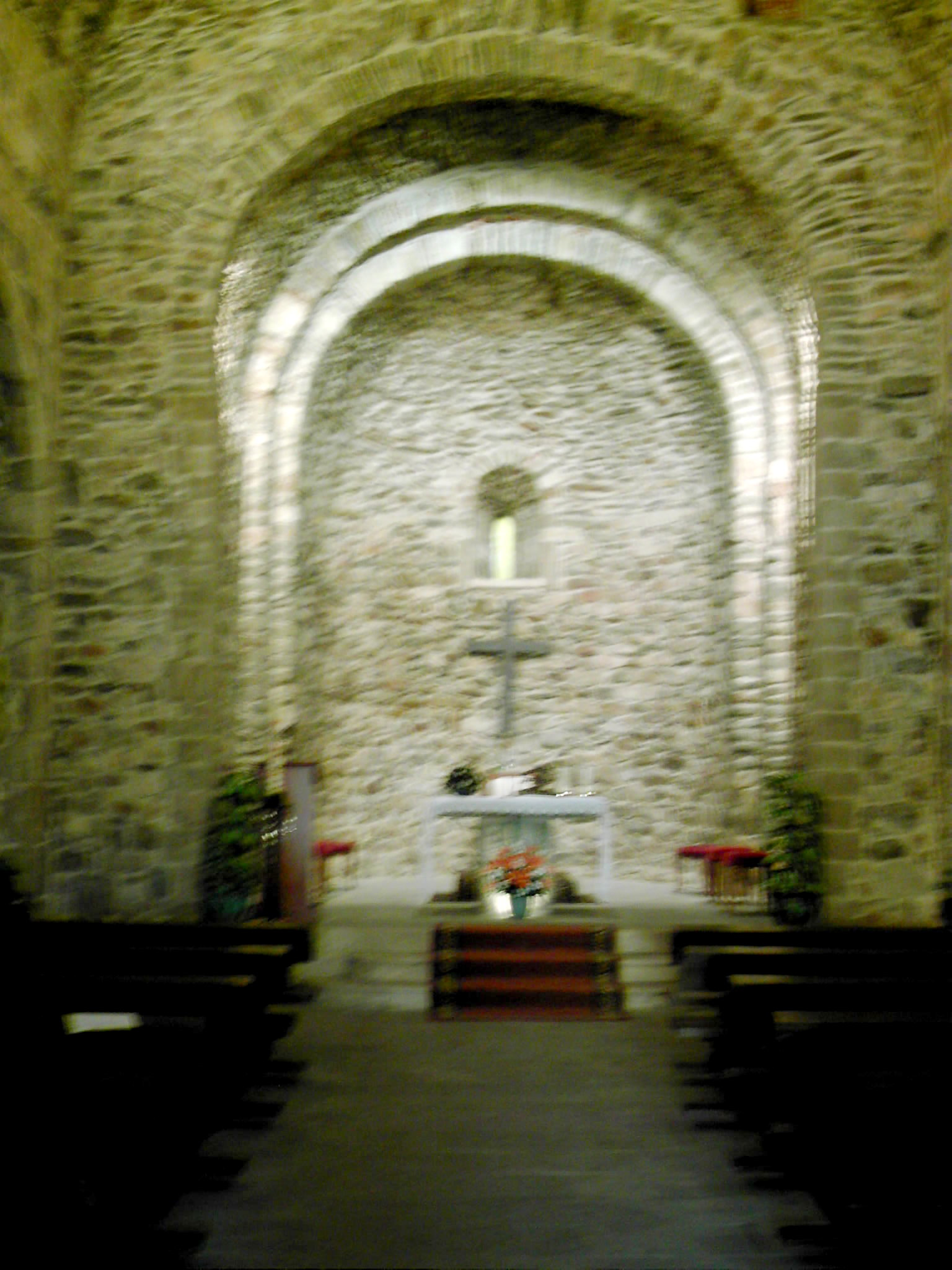
capçalera
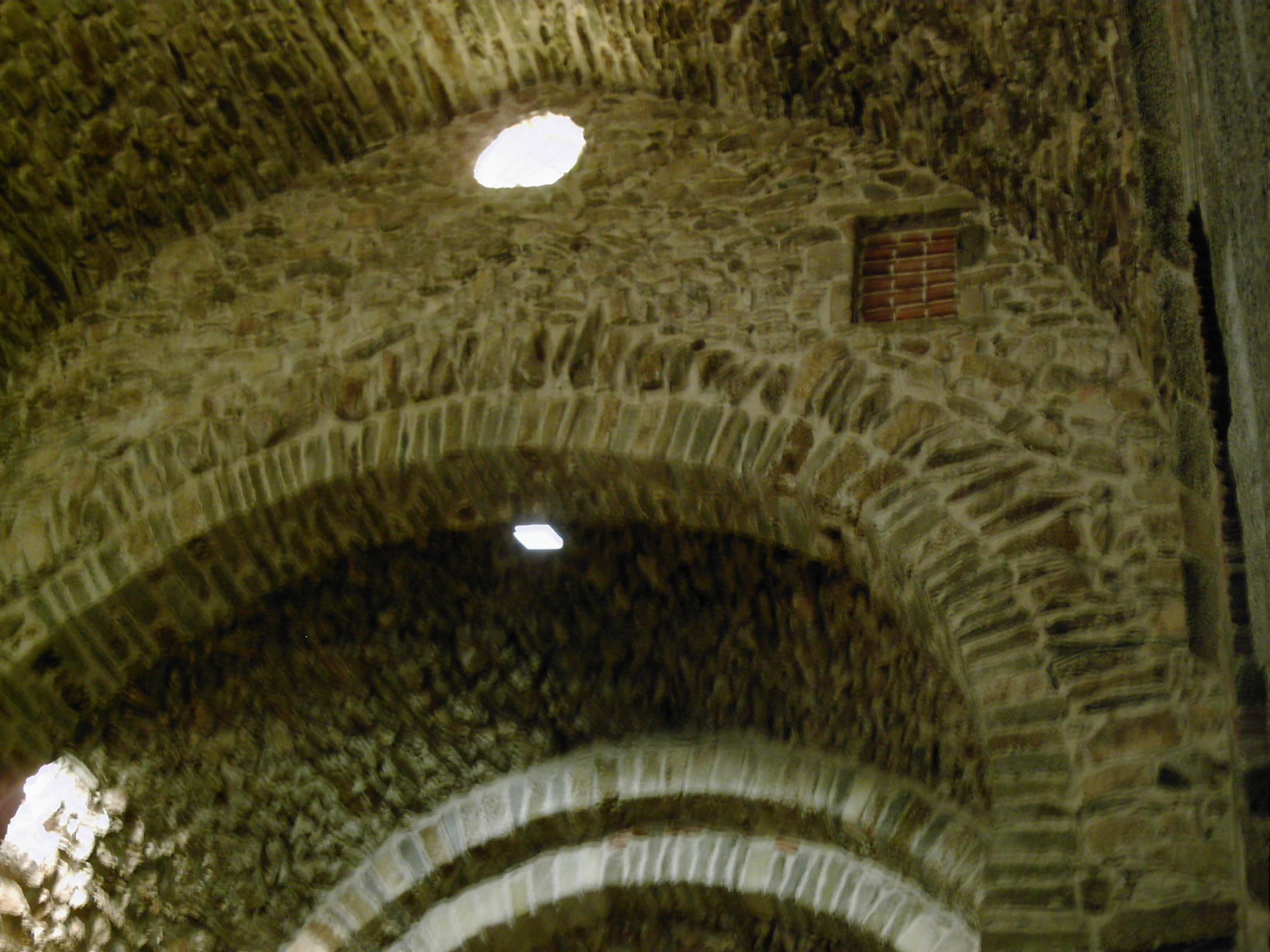
volta